# Districte d'Harburg

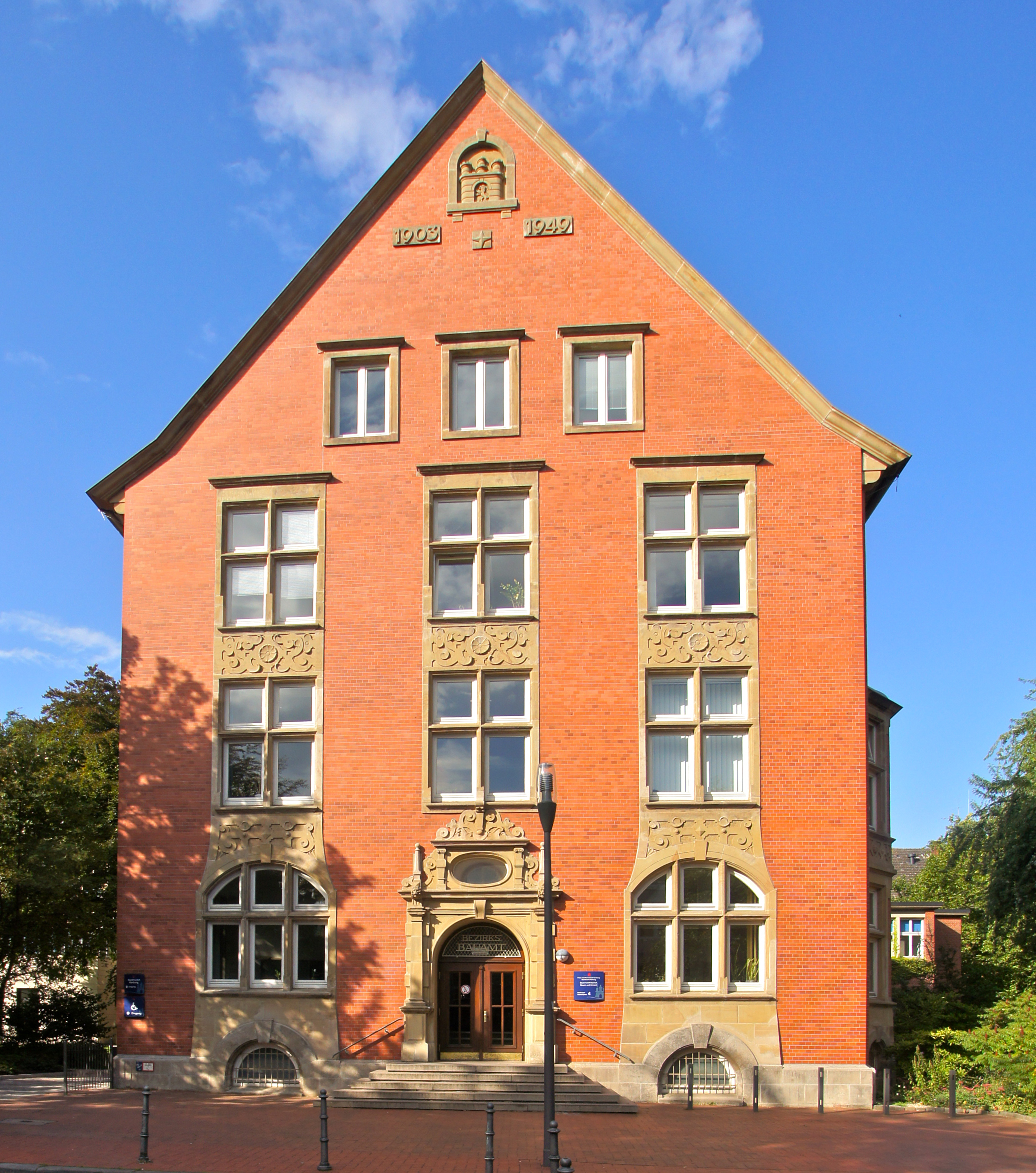
Façana migjorn de l'antiga casa de la vila, actual seu de l'administració del districte

El Districte d'Harburg és un bezirk, una divisió administrativa típica de l'estat federal alemany d'Hamburg, subdividit en 15 barris. Al 31 de desembre de 2010 tenia 152607 habitants a una superfície de 125,3 km². Tret de Moorburg que és una antiga possessió hamburguesa, la resta del districte pertanyia a diversos districtes de la província prussiana de Hannover fins a la promulgació de la llei de l'àrea metropolitana d'Hamburg del 1937. Aquesta llei va posar fi a un mil·lenari de rivalitat i hostilitat entre el ports d'Harburg i d'Hamburg.

## Barris
| **** km²           | Habitants (2010) | Mapa   |                    |
| ------------------ | ---------------- | ------ | ------------------ |
| Harburg            | 3,9 km²          | 25.565 | Harburg            |
| Neuland            | 8,1 km²          | 1.264  | Neuland            |
| Gut Moor           | 1,9 km²          | 131    | Gut Moor           |
| Wilstorf           | 3,5 km²          | 16.113 | Wilstorf           |
| Rönneburg          | 2.3 km²          | 3.198  | Rönneburg          |
| Langenbek          | 0,8 km²          | 3.534  | Langenbek          |
| Sinstorf           | 2,6 km²          | 3.394  | Sinstorf           |
| Marmstorf          | 5,8 km²          | 8.723  | Marmstorf          |
| Eissendorf         | 8,4 km²          | 23.460 | Eißendorf          |
| Heimfeld           | 11,7 km²         | 20.280 | Heimfeld           |
| Moorburg           | 10 km²           | 663    | Moorburg           |
| Altenwerder        | 6.8 km²          | 3      | Altenwerder        |
| Hausbruch          | 11,2 km²         | 17.010 | Hausbruch          |
| Neugraben-Fischbek | 22,5 km²         | 26.782 | Neugraben-Fischbek |
| Francop            | 9,1 km²          | 653    | Francop            |
| Neuenfelde         | 15,5 km²         | 4.401  | Neuenfelde         |
| Cranz              | 1,3 km²          | 759    | Cranz              |

## Geografia
El districte es troba al marge esquerre de l'Elba meridional que fins al 1937 era també una frontera política. És una regió plana, que tret d'Harburg i els seus suburbis immediats va quedar un districte rural fins després de la Segona Guerra Mundial. La part nord està formada per a antigues aigües molls, prats húmits i priel que a poc a poc van pòlderitzar-se per la construcció d'una xarxa densa de wetterns i dics. A l'est, es troba una landa més sorrosa. Només la part sud del districte s'eleva vers el geest que forma la frontera de la vall original de l'Elba, excavat per a la glacera durant l'època glacial que a aquest endret era molt ample. Quan les glaceres van fondre la hidrografia de la vall es canviava contínuament com dins un delta, per l'al·luvió i per les marees tempestuoses als quals la marea alta ateny fins a quatre metres més del seu nivell màxim quotidià. Des de l'edat mitjana, l'home va intervenir per a dominar aquest fenomen natural i protegir els pobles i els prats de l'aigua, amb dics cada vegada més alts. Molts topònims refereixen a l'acció de l'home que va colonitzar a poc a poc la vall de l'Elba: Altenwerder (illa vella), Moorburg (castell a l'aiguamoll), Neuland (terra nova), Hausbruch (casa a l'aiguamoll), Neuenfelde (camp nou).
Del sud cap al nord, el districte està creuat pel Seevekanal, un efluent del riu Seeve, excavat al segle XVI per a desviar l'aigua que havia d'accionar els molins de la ciutadella d'Harburg, que no tenia cap riu natural amb cabal hidràulic suficient.
El districte té sis parcs naturals: Finkenwerder Süderelbe, la landa del Fischbeker Heide, Moorgürtel, Mühlenberger Loch/Neßsand els Aiguamolls de Neuland i Schweenssand.
La indústria (petroquímica, reciclatge, cautxú, logística i serveis es concentra a l'entorn d'Harburg i el seu port. L'antic barri de Altenwerder va ser expropiat des dels anys 1960 per a l'eixample del port d'Hamburg i la construcció d'un port per a contenidors completament automatitzat, un del més moderns del món. La Universitat tècnica d'Harburg (Technische Universität Hamburg-Harburg), amb 5700 estudiants el 2010 és un empleador major. Contribueix a la creació de petites empreses d'alta technologia creades pels seus alumnes a l'ombra de l'alma mater.